# Joackim Jørgensen
Joackim Jørgensen (* 20. September 1988 in Yven) ist ein norwegischer Fußballspieler. Der defensive Mittelfeldspieler spielte im Laufe seiner bisherigen Karriere in seinem Heimatland und in Schweden, wo er 2012 den Meistertitel gewann.

## Werdegang
Jørgensen wuchs in Stabekk auf und zog im Alter von 14 Jahren nach Sarpsborg, wo er bei Sparta Sarpsborg 2007 in der Erwachsenenmannschaft debütierte. Der Verein ging im folgenden Jahr im Sarpsborg 08 FF auf. Zunächst blieb er dem Zweitligisten als Spieler erhalten, kurz nach Saisonbeginn wechselte er jedoch auf Leihbasis zum Drittligisten Lørenskog IF. Nach seiner Rückkehr zunächst weiter hauptsächlich Ersatzmann etablierte er sich im Laufe der Spielzeit 2009 als Stammspieler und kam in der folgenden Spielzeit zu 25 Ligaspielen in der Startformation. Dabei erzielte er sechs Saisontore und war damit maßgeblich am Aufstieg des Klubs in die Tippeligaen beteiligt. Auch dort war er unumstritten, trotz seiner vier Tore in 28 Erstligaspielen verpasste er mit der Mannschaft um Tom Erik Breive, Martin Wiig und Kjetil Berge jedoch den Klassenerhalt.
Im Dezember 2011 verkündete der schwedische Klub IF Elfsborg die Verpflichtung von Jørgensen, der beim Klub aus Borås einen ab Januar 2012 gültigen Vertrag mit vier Jahren Laufzeit unterzeichnete. Unter Trainer Jörgen Lennartsson war er auf Anhieb Stammspieler bei seinem neuen Verein, ehe er nach einer Verletzung zeitweise ins zweite Glied rückte. Zum Ende der Allsvenskan-Spielzeit 2012 gewann er mit dem Klub den schwedischen Meistertitel. In der folgenden Spielzeit schwankte er häufig zwischen Startformation und Ersatzbank.
Nach Ende seiner zweiten Spielzeit in Schweden gab im November 2013 der norwegische Klub Viking Stavanger die Verpflichtung Jørgensens bekannt, der bei seinem neuen Klub einen Drei-Jahres-Vertrag unterzeichnete.

## Erfolge
- Schwedischer Meister: 2012